# بني شاكر (أرحب)

تعديل مصدري - تعديل

بني شاكر هي إحدى قرى عزلة بني حكم بمديرية أرحب التابعة لمحافظة صنعاء، بلغ تعداد سكانها 323 نسمة حسب تعداد اليمن لعام 2004.